# Adorabile nemica
Adorabile nemica (The Last Word) è un film del 2017 diretto da Mark Pellington, con protagoniste Shirley MacLaine e Amanda Seyfried.

## Trama
Harriett Lauler è una dispotica ex donna d'affari in pensione abituata ad avere il controllo di tutto, compreso il proprio necrologio. Per questo incarica l'ambiziosa giornalista Anne Sherman di scrivere la storia della sua vita. Tra le due donne si instaurerà una forte amicizia.

## Distribuzione
Il film è stato presentato in anteprima al Sundance Film Festival 2017. È stato distribuito nelle sale cinematografiche statunitensi il 3 marzo 2017, mentre in quelle italiane è uscito il 4 maggio dello stesso anno.